# Skandinaviske Stjerneflyvning
Den Skandinaviske Stjerneflyvning var en dansk flygtävling som var föregångare till Nordiska Mästerskapen i Motorflyg.
Tävlingarna genomfördes i samband med den andra Skandinaviska flygutställningen i Köpenhamn 1919. Tävlingen var öppen för danska, svenska och norska flygare med internationellt flygcertifikat som var anslutna till respektive lands flygorganisation eller var i tjänst som militärflygare. Valet av flygplanstyp var fritt och en distansflygning skulle genomföras på en och samma dag under tävlingsperioden 12 - 20 april. Målet var Köpenhamn och sjöflygplanens målgång var förlagd till marinens flygbåtstation, medan landflygplanen landade vid militärflygplatsen vid Klövermarksvej.
Danmark ställde upp med två arméflygare och fyra marinflygare, medan Norge sände en arméflygare och två marinflygare. Sverige anmälde två marinflygare och tre arméflygare samt tre civila piloter.
De svenska marinflygarna, som hoppats få tävla med det nyligen inköpta Fredrichshafen FF 49C, blev tvingade att dra sig ur tävlingen eftersom flygplanen inte var färdigrustade. Arméflygarna var tvingade att vänta på Karl Amundsons, samt Kgl maj:ts medgivande för att få använda flygkompaniets flygplan. När medgivandet kom återstod bara några dagar av tävlingsperioden. Ingen av de svenska tävlingsdeltagarna lyckades nå Köpenhamn på grund av dåligt väder över södra Sverige samt krånglande motorer.
Tävlingens segrare blev dansken Bjarkow som flög 850 km inom Själlands gränser, tvåa blev Riiser-Larsen och Lutzow-Holm med 775 km, medan trean Gylling avverkade 560 km. Arméflygaren löjtnant Ibsen som genomfört en 500 km lång flygning under ursla förhållanden fick ett tröstpris. 
Lutzow-Holm tilldelades Svenska Aeronautiska Sällskapets Orrefors-pokal för att han blivit den första flygare som under en och samma färd överflugit de tre skandinaviska länderna. De svenska arméflygarnas pokal tilldelades Saetter-Lassen för den vackraste stormflygningen. 